# Palazzo Davia Bargellini
O Palazzo Davia Bargellini é um palácio italiano localizado em Bolonha, capital da Emília-Romanha. Actualmente, serve de sede ao Museu Davia Bargellini d'Arte Industriale (Museu Davia Bargellini de Arte Industrial).

## História

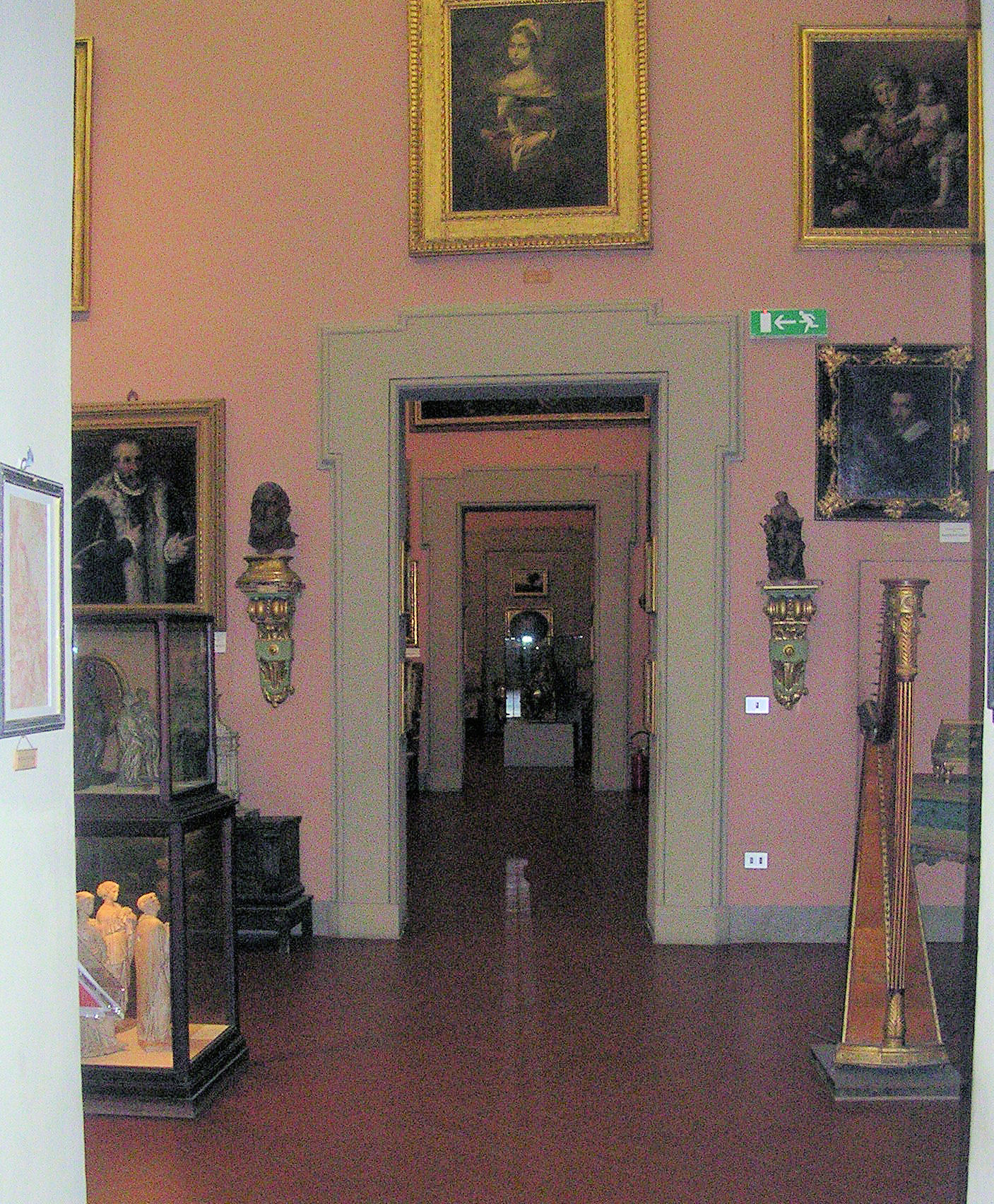
Interior do palácio

O palácio é uma construção do século XVII com estrutura sólida. 
O edifício foi projectado pelo arquitecto Bartolomeo Provaglia, que renunciou à clássica estrutura com pórtico para evidenciar a unicidade e a dureza num espaço deixado aberto pelo pórtico enfrentado pela Basilica di Santa Maria dei Servi. Na entrada estão dois Télamons, esculpidos por Francesco Agnesini e Gabriele Brunelli.
No museu estão reunidos móveis provenientes de casas patrícias ou burguesas, utensílios, móveis sacros, cerâmicas, pinturas (entre as quais obras de Vitale da Bologna, Simone dei Crocefissi, Innocenzo da Imola) e esculturas da escola de Jacopo della Quercia.

## Ligações externas

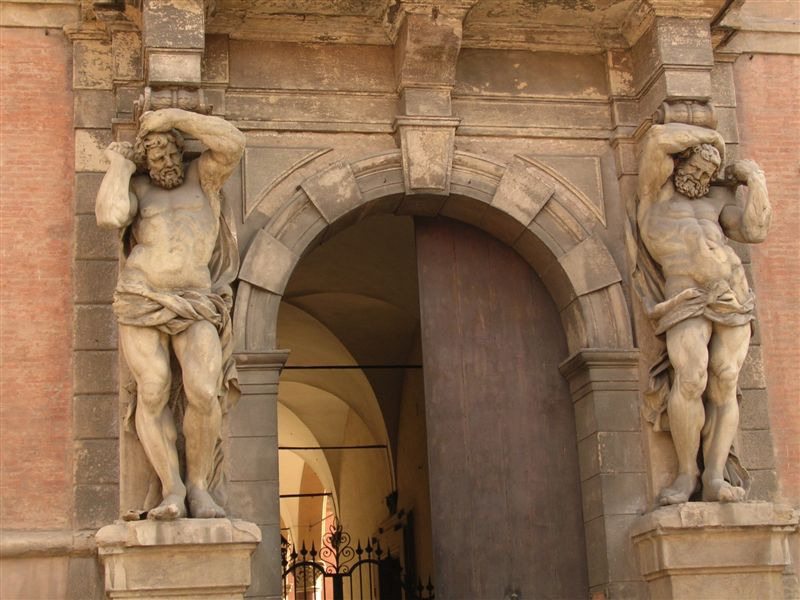
Télamons na entrada do Palazzo Davia Bargellini.